# Maos kleiner General
Maos kleiner General mit dem Untertitel Die Geschichte des Rotgardisten Ken Ling ist der von zwei US-amerikanischen Forschern verfasste Bericht über die Erlebnisse eines chinesischen Schülers während der sogenannten Großen Proletarischen Kulturrevolution Mao Tse-tungs in der Volksrepublik China.
Der 1950 in Amoy (China) geborene Oberschüler nahm in den Jahren 1966 bis 1968 an der Kulturrevolution teil. Nach seiner Flucht auf eine zur Republik China gehörende Insel wurden seine Erinnerungen an die eigenen Aktivitäten während dieser zwei Jahre von einem amerikanischen Forscherteam unter der Leitung von Ivan D. London, Psychologe und Professor der Sozialpsychologie am Brooklyn College der New York City University, in mehr als 300 Interviewstunden sowie anhand von schriftlichen Darlegungen des Probanden im Umfang von rund 500.000 chinesischen Schriftzeichen aufgearbeitet. Miriam London, seine Ehefrau und ständige wissenschaftliche Mitarbeiterin, verfasste auf dieser Grundlage einen Forschungsbericht in Form eines fiktiven Tagbuches, aus dem der geflohene Oberschüler unter dem Pseudonym Ken Ling in autobiographischer Ich-Form über seine Erlebnisse als Rotgardist berichtet. Der chinesisch-stämmige Historiker Li Ta-ling, Professor am Southern Connecticut State College, wurde seiner sprachlich-kulturellen Kompetenz wegen zur zweiten Phase der Entstehung des Buchmanuskripts hinzugezogen und erscheint neben Ken Ling und Miriam London als ein weiterer Ko-Autor. Das Buch erschien 1972 zunächst auf Englisch, wurde im selben Jahr übersetzt und auf Chinesisch veröffentlicht und 1974 auch auf Deutsch herausgegeben.

## Inhalt
Der Protagonist der Geschichte wächst in der südfukienesischen Hafenstadt Amoy als jüngstes von sechs Kindern auf. Er wird von der Mutter, einer Fabrikarbeiterin, die früh verwitwet ist, verhätschelt und auch von den älteren Geschwistern selbst als Jugendlicher noch wie ein Nesthäkchen umsorgt. Seine Lehrer in der Oberschule Nr. Acht haben Freude an der Aufgewecktheit und Strebsamkeit des Jungen, der christlich getauft und erzogen wurde. Obwohl seine Abstammung aus einer Familie der Mittelschicht nicht eben eine Empfehlung im kommunistisch regierten China Mao Tse-Tungs ist, steht seinem Weg ins Universitätsstudium anscheinend wenig entgegen.
Ein Schüler wird Rotgardist
Dann wird Ken Ling eines Morgens, es ist der 1. Juni 1966, fast noch schlaftrunken, in den Strudel einer jener Kampagnen im China Mao Tse-Tungs gerissen, die er bis dahin nur vom Hörensagen kennt. Die Kampagne – sie wird bald die „Große Proletarische Kulturrevolution“ heißen – nimmt allerdings eine bis dahin nicht gekannte Fahrt auf. Aus dem braven, sorgsam erzogenen Knaben entwickelt sich innerhalb von wenigen Tagen ein selbstbewusster, über sich bald keine Autorität mehr anerkennender Revolutionär, ein Rotgardist, der seine eigenen, eben noch verehrten Lehrer verhört, verhöhnt und demütigt und mindestens duldet, dass seine Mitschüler sie barbarisch foltern, elendig ermorden und in den Selbstmord treiben. Ihre Wohnungen werden durchsucht, Bücher, Musikinstrumente, Kunstwerke und wertvolles Mobiliar zerstört, ihre Familien terrorisiert, mitunter auch einfach bestohlen. In den folgenden Wochen dehnt sich der gewalttätige Bildersturm der Oberschüler auf die gesamte Stadt und ihre Institutionen aus. Ken Ling gewinnt zunehmend an kulturrevolutionärem Prestige. Er begibt sich mit insgesamt 304 Delegierten seiner Schule in die Provinzhauptstadt Fuchou, um den Elan der Bewegung auf die Provinzebene zu tragen. Hier hat die Provinzparteileitung allerdings für eine zahlenmäßig weit überlegene Gegenbewegung gesorgt. Die Gruppe erlebt am 29. August eine blutige Abreibung – der Beginn eines erbitterten interfraktionellen Kampfes innerhalb der „Kulturrevolution“. Kurzfristig vermögen die unterlegenen „Kämpfer des 29.8.“ ihre Schlappe wieder wettzumachen.
Reisen bis nach Peking
Ken Ling wird nach Amoy zurückgerufen und zum Anführer einer Gruppe von insgesamt 10 Abgeordneten seiner Schule gewählt, die sich nach Norden in die Hauptstadt begeben soll, um in den Erfahrungsaustausch mit Rotgardisten aus anderen Landesteilen zu treten. Mit einer Million von ihnen erlebt Ken Ling einen öffentlichen Auftritt Mao Tse-tungs unter freiem Himmel mit und mit bis zu hunderttausend ein öffentliches Verhör Wang Kuang-meis, der Frau des damaligen Staatspräsidenten der Volksrepublik China, Liu Shao-ch’i. Er nutzt die Gelegenheit der Reise, um sich mit seinen Geschwistern zu treffen, Sehenswürdigkeiten in Peking aufzusuchen und weiter in die Provinzen des Nordostens zu fahren.
Höhepunkt der Macht
Auf dem Rückweg legt er eine Zwischenstation in Shanghai ein, um im Januar 1967, nach fast dreimonatiger Abwesenheit wieder zu Hause, den Sprung auf den Höhepunkt seiner Macht zu erleben. Allerwärts werden in Amoy nach dem Vorbild der Pariser Kommune „Kommunen“ gebildet. So bekam eine Fabrik den Namen „Neue Kommune Konservenfabrik Amoy“. Shanghai war in der Bildung von „Kommunen“ dieser Art Vorreiterin gewesen, und so gilt Ken Ling, der gerade aus Shanghai kommt, als Experte. Der Siebzehnjährige wird zum „Generaldirektor“ der 147 Fabriken der rund 730.000 Einwohner zählenden „Kommune“ Amoy ernannt. Rund 8000 in den Fabriken stationierte Oberschüler und Studenten arbeiten unter seinem Kommando darauf hin, die Produktion zu erhöhen.
Doch Ling erkennt sehr wohl, dass die „Kommune“ mehr oder weniger eine Illusion ist. Ihre Statthalter sind untereinander zerstritten und rivalisieren miteinander um Positionen und Einfluss. Darüber hinaus hat die gegnerische Fraktion innerhalb der kulturrevolutionären Bewegung nach ihrer herben zwischenzeitlichen Niederlage von Neuem an Stärke gewonnen. Vor allem aber beginnt das Militär, in die kulturrevolutionären Vorgänge einzugreifen.
Der jähe Sturz
Am 25. Februar 1967 übernimmt die chinesische Volksbefreiungsarmee die Stadtverwaltung von Amoy. Ken Ling muss sich in den Untergrund absetzen. Die gegnerische Fraktion wird von der Armee zunächst verdeckt, ab Jahresmitte aber immer offenkundiger mit Kriegsgerät versorgt. Die Verteidiger der Kommune müssen sich mit einer eigenen Waffenproduktion und mit Waffenschmuggel über Wasser halten.
In einer der bürgerkriegsähnlichen Zusammenstöße zwischen den Fraktionen kommt Mei-mei, die Gefährtin Ken Lings, ums Leben. Schmerz und Ernüchterung lassen „Maos kleinen General“ begreifen, dass er und seine Mitstreiter von einer fernen „Zentrale“ in Peking zynisch benutzt worden sind.
Der Protagonist ergreift am 19. Juli 1968 die Flucht, indem er gemeinsam mit seinem älteren Bruder vom Strand von Amoy aus, den Ebbstrom ausnutzend, 12.500 Meter bis zur Insel Tatan schwimmt, die zum Kinmen-Archipel gehört und damit zur Republik China.

## Veröffentlichungen

### Ausgaben in mehreren Sprachen
Das Buch erschien im Jahr 1972 zunächst in den USA, in Großbritannien und auf Chinesisch im damals britischen Hongkong, 1974 auf Deutsch in Deutschland, 1976 auf Thailändisch in Thailand und 1981 auf Französisch in Frankreich. Eine Neuausgabe der chinesischen Übersetzung aus dem amerikanischen Englisch erschien unter einem neuen Titel 2016 in Taiwan:
- The Revenge of Heaven. Journal of a young Chinese. Ken Ling. English text prepared by Miriam London and Ta-Ling Lee. Putnam, New York 1972.
  - The Revenge of Heaven. Journal of a young Chinese. Ken Ling. English text prepared by Miriam London and Ta-Ling Lee.  Ballantine Books, New York 1972, SBN 345–02985–2-150, OCLC 869087849.
- Red Guard: from schoolboy to „Little General“ in Mao's China. Ken Ling. English text prepared by Miriam London and Ta-Ling Lee. Macdonald, London 1972, ISBN 0-356-04169-7.
- -天讎 : 一個中國青年的自述 Tian chou: yi ge Zhongguo qingnian de zishu. Aus dem amerikanischen Englisch übersetzt von Ting Kuang-sheng unter Mitwirkung von Liu K'un-sheng, Verlag 新鏡傳播公司, Xianggang (Hongkong): Xinjing chuanbo gongsi, Minguo 61 [1972]
- Ken Ling, Miriam London, Li Ta-ling: Maos kleiner General. Die Geschichte des Rotgardisten Ken Ling. Übersetzt von Inge Neske. Deutscher Taschenbuch Verlag,  München 1974, ISBN 3-423-01024-X, ISBN 978-3-423-01024-5 (Nachauflage 1982)
- Thailändische Ausgabe von "The revenge of Heaven". หลินเกิ้นผู้พิฆาตสี่เก่า (Die Zerstörer der vier Alten), Übersetzt und zusammengestellt von Boonkerd Nao Siam, Bangkok 1976.[20]
- La vengeance du ciel. Un jeune Chinois dans la Révolution culturelle. traduit de l'américain par Pierre Barroux, Hervé Denès et Albert Schmidt, Publication Robert Laffont, Paris 1981, ISBN 2-221-00624-0.
- 從前從前有個紅衛兵 Cong-qian cong-qian yo ge hong-wei-bing, The Story of a Red Guard, Ken Ling zuo-zhe (Es war einmal ein Rotgardist. Die Geschichte eines Rotgardisten), Da Gui Wen-hua Verlag, Taipei 2016, ISBN 978-986-213-675-1.

### Unterschiedliche Titel der Ausgaben
Während der im Englischen und Chinesischen gleichlautende Titel („The Revenge of Heaven“ bzw. „Tian Chou“) das fatale Ende einer zarten Liebesgeschichte aufnimmt, das der Erzähler mit dem im alten China Herrschaft autorisierenden Mythos des „Himmels“ verknüpft, stellt der deutsche Titel einen unmittelbaren Bezug zum Hauptstrang der Erzählung und ihren Akteuren her: den Rotgardisten, die im kulturrevolutionären Jargon häufig auch als „kleine Generäle“ bezeichnet wurden. Der Titel der thailändischen Ausgabe nimmt Bezug auf die bilderstürmerischen Aktivitäten der Roten Garden Mao Tse-tungs. Mit dem zweisprachig chinesisch-englischen Titel der chinesischen Neuauflage von 2016 wird der ursprüngliche, in eine literarische Form gekleidete Forschungsbericht des amerikanischen Forscherteams in eine Selbstinszenierung des gealterten Probanden Ken Ling, mit bürgerlichem Namen Guo Kunren, umgesetzt. Auf Chinesisch gibt Guo sowohl den amerikanischen Urtext als auch die chinesische Übersetzung von 1972 als sein eigenes schriftstellerisches Werk aus.

### Verbreitung in Bibliotheken
Nach der Datenbank WorldCat ist die amerikanische Ausgabe in 466 Bibliotheken, die in London erschienene Ausgabe in 69, die chinesische Ausgabe in 46, die deutsche in 33 und die französische in 21 Bibliotheken vorhanden.

### Die deutsche Ausgabe
Der Umschlag der 1974 erschienenen deutschen Ausgabe wurde von Celestino Piatti  gestaltet, wie fast alle dtv-Titel zu dieser Zeit. Auf der Vorderseite des Umschlages findet sich die Reproduktion einer mit „Piatti“ signierten Zeichnung in breiten schwarzen Strichen von wechselnder Stärke. Sie zeigt den Oberkörper eines asiatisch aussehenden Mannes in einer Uniformjacke mit einem durch einen Knopf geschlossenen, eng am Hals anliegenden Kragen, zwei aufgesetzten Taschen mit geschweiften mittig knopfgeschlossenen Klappen (sogenannter Mao-Anzug) und einem Band diagonal über dem Oberkörper. Die Figur trägt eine blaue Mütze. Uniformjacke und Mütze in diesem Stil sind vielfach auf Abbildungen von Mao Tse-tung zu sehen. An der Mütze ist ein roter fünfzackiger Stern, der Rote Stern, angebracht. Der untere Teil der Zeichnung ist in einer kräftig roten und teilweise schwarz schraffierten Fläche gehalten, die über die Figur hinausreicht und auch einen Teil des Gesichtes bedeckt. Das Buch im Umfang von 536 Seiten hat 31 mit Überschriften versehene Kapitel und enthält mehrere Lagepläne und Landkarten.
Jürgen Domes, mit der von ihm Mitte der 1960er Jahre aufgebauten Arbeitsstelle „Politik Chinas und Ostasiens“ am Otto-Suhr-Institut der Freien Universität Berlin der Initiator der gegenwartsbezogenen Chinaforschung in Deutschland und Professor der Politikwissenschaft an der Universität des Saarlandes, betreute die deutsche Ausgabe wissenschaftlich und versah den Text mit erläuternden Fußnoten. Die deutsche Ausgabe enthält, anders als das amerikanische Original, ein Nachwort, in dem Ivan D. London die Entstehungsgeschichte und die grundlegenden forschungsstrategischen Aspekte der Publikation darlegt. Die amerikanische Vorlage dieses Nachwortes erschien im selben Jahr unter dem Titel The Revenge of Heaven. A brief methodological account in einer amerikanischen Fachzeitschrift.

### Irreführende Autorenzuschreibungen
Die Entscheidung des Forscherehepaares, die Ergebnisse seiner Arbeit mit einem geflohenen Oberschüler aus der Volksrepublik China in Form eines fiktiven Tagebuches niederzulegen und die Notizen in diesem Tagebuch von dem Probanden fiktiv selber vortragen zu lassen, implizierte eine urheberrechtliche Problematik, die offenbar weder von den Londons selbst noch von den auswärtigen Verlagen, an die das Copyright verkauft wurde, hinreichend geprüft bzw. berücksichtigt worden ist. Unverkennbar lag den Londons primär daran, die Beteiligung Ken Lings am Zustandekommen ihrer Publikation deutlich zu machen.
Auf dem Buchdeckel der amerikanischen Originalausgabe sowie der englischen Ausgabe erscheint der Name Ken Ling unter dem Untertitel und kann hier sowohl als Bestandteil der Titelung als auch als Autorenzuschreibung für die ganze Publikation verstanden werden.
Auf dem inneren Titelblatt erscheint der Name Ken Ling in Großbuchstaben auf der Seitenmitte, überschrieben mit dem Buchtitel und auffällig unterschrieben mit dem Hinweis: „English text prepared by Miriam London und Ta-Ling Lee.“ (Englischer Text von Miriam London und Ta-Ling Lee) Beide Namen werden ebenfalls in Großbuchstaben aufgeführt.
Im Vorwort der Originalausgabe wird Ken Ling als „Autor“ von rund 500.000 Schriftzeichen, also dem Rohmaterial für die Publikation genannt. Das Vorwort selbst wurde nur von Ivan D. London, Forschungsdirektor, Miriam London, Forschungsmitarbeiterin, und Ta-Ling Lee, Forschungsmitarbeiter, unterschrieben. Ein Vorwort Ken Lings fehlt. Er ist demnach nicht ein Autor des Forschungsberichts, der in der Tat nicht von ihm, sondern über ihn geschrieben wurde.
Als Inhaber des Copyright sind Ivan D. und Miriam London verzeichnet.
Die ins Chinesische übersetzte Ausgabe weist auf dem Buchdeckel die beiden Übersetzer Frau Ting Kuang-sheng und Liu K’un-sheng aus, womit dokumentiert wird, dass es kein chinesisches Originalmanuskript gibt. Ken Ling wird hier als „yuan zhu“ (deutsch: Quelle) bezeichnet. Die Ausgabe enthält ein Vorwort der beiden Übersetzer mit einer Danksagung an Professor Ta-Ling Lee, Professor London, Miriam London und Ken Ling als „yuan zuo-zhe“ (Quelle) sowie die Übersetzung des Vorworts aus der amerikanischen Originalausgabe. Die Namen Miriam London und Ta-Ling Lee werden im Impressum unauffällig als diejenigen registriert, die den englischen Text besorgten.
Auf dem Buchdeckel der deutschen Ausgabe erscheint Ken Ling eindeutig als der Personalname eines Rotgardisten und mithin als ein integraler Bestandteil des Untertitels. Eine kurze Einleitung auf der ersten Innenseite des Buches schließt mit der Feststellung, der Bericht sei „lebendige, packende Zeitgeschichte im autobiographischen Rahmen, eine reiche historische Quelle und das Psychogramm eines typischen jungen Chinesen dieser Zeit.“ Hier findet sich also ein direkter Hinweis darauf, dass der vorgelegte Lebensbericht des Ken Ling das Ergebnis eines Forschungsprojektes ist. Über dem Impressum vermerkt der Verlag deshalb: „Der englische Originaltext wurde erstellt von Miriam London und Li Ta-ling auf der Grundlage von Aufzeichnungen Ken Lings und Interviews, die eine Forschergruppe unter Ivan D. London mit ihm durchführte.“ Entsprechend lautet das deutsche Titelblatt: „Maos kleiner General. Die Geschichte des Rotgardisten Ken Ling, von Ken Ling, Miriam London und Li Ta-ling.“
Im Vorwort zur deutschen Ausgabe, das gegenüber dem ursprünglichen der amerikanischen Ausgabe leicht erweitert wurde und wiederum nur von Ivan D. London, Miriam London und Ta-Ling Lee unterzeichnet ist, figuriert Ken Ling als der Proband, mit dem gearbeitet wurde. Auch hier gibt es deshalb kein Vorwort von ihm.
Die französische Ausgabe erweckt demgegenüber den Eindruck, dass es nur einen Verfasser dieser Publikation gäbe und dieser Verfasser Ken Ling wäre. Der Name prangt in großen Buchstaben in der Kopfzeile des Buchdeckels, darunter stehen Titel und Untertitel auf der Mitte der Seite. Miriam London und Ta-Ling Lee erscheinen allein im Impressum als „Verleger der Amerikanischen Fassung“ und „wissenschaftliche Herausgeber“.
Während die Thailändische Ausgabe von 1976 „Ivan D. London and Miriam“ noch in der Fußzeile des Buchdeckels als ursprüngliche Inhaber des Copyright vermerkt, ist in der Neuausgabe der unverändert gebliebenen chinesischen Übersetzung von 1972 vierzig Jahre später kein Hinweis mehr darauf zu finden, dass irgendeine dritte Person am Zustandekommen des Manuskripts beteiligt gewesen ist. Guo Kunren, wie der tatsächliche Name des Rotgardisten Ken Ling lautet, behauptet in der Neuauflage von 2016 nicht nur, dass der von professionellen chinesischen Übersetzern erstellte Text seine eigene schriftstellerische Leistung wäre, sondern auch, dass er selbst unmittelbar nach seiner Flucht das amerikanische Originalmanuskript verfasst hätte. In einem von insgesamt drei neuen Vorworten, die der Neuauflage des chinesischen Textes vorausgehen, teilt der nunmehr alleinige Verfasser von „The Revenge of Heaven“ / „Tian Chou“, Ken Ling, mit, ein amerikanischer Professor namens „Evan London“ [sic!] habe ihn nach seiner Flucht dazu ermutigt, seine Erlebnisse zu Papier zu bringen. Er habe mit der amerikanischen Publikation von 1972 ein großes Echo in den autoritativen Medien der USA erzielt. Guo Kunren verfügte über keinerlei englische Sprachkenntnisse, als er im Sommer 1968 nach Taiwan kam. Er hatte bis zur Unterbrechung seiner Mittelschulausbildung im Juni 1966, der seine zweijährige Revolutionskarriere folgte, erste Fremdsprachenkenntnisse im Russischen erworben.

## Der entstehungsgeschichtliche Hintergrund
Anders als Publikationen in Wissenschaft oder unterhaltender Literatur gemeinhin ging die „Geschichte des Rotgardisten Ken Ling“ weder auf der Seite des Erzählers noch auf derjenigen des amerikanischen Forscherteams aus einer vorgefassten Absicht hervor. Sie kam vielmehr als ein durchaus ungeplantes einzelnes, wenn auch besonders hervorragendes Ergebnis eines sowohl in zeitlicher als auch sachlicher Hinsicht wesentlich umfangreicheren Forschungsprojektes zustande, das dem Erzähler überraschenderweise die Chance einräumte, nach seinem jähen Absturz aus der Schwindel erregenden machtpolitischen Höhe eines führenden Rotgardisten in einer „anderen Welt“ rasch von Neuem Fuß zu fassen.
Erstes Forschungsfeld Sowjetunion

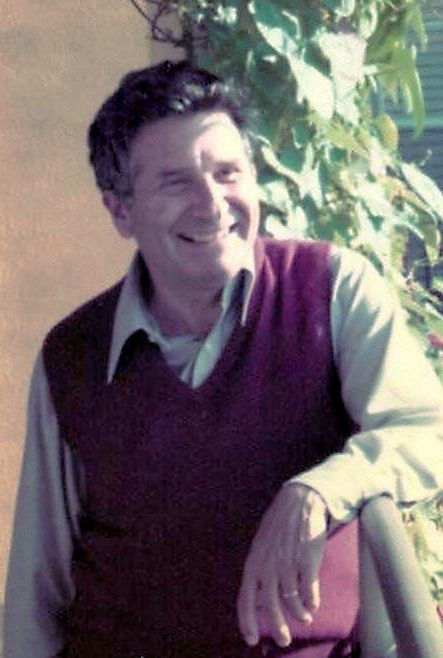
Ivan D. London um 1975

Ivan D. London (1913–1983) und Miriam London (1923–2011) hatten sich in der amerikanischen Wissenschaft einen Namen mit der Untersuchung des sowjetischen Sozialsystems anhand von Flüchtlingsinterviews gemacht. Von 1946 bis 1966 veröffentlichte London mehr als 20 Abhandlungen zu verschiedenen Aspekten der Psychologie in der Sowjetunion, manche unter Mitarbeit seiner Frau, aber auch anderer Kollegen. Seine Abhandlung Eine kurze Geschichte der Psychologie in der Sowjetunion erschien 1950 auch in deutscher Übersetzung.  Das Ehepaar London hatte seine Untersuchungen zunächst als Teilnehmer am „Harvard Refugee Interview Project on the Social System of the Soviet Union“ betrieben,  das aufgrund einer großzügigen Finanzierung durch die amerikanischen Luftstreitkräfte zustande gekommen war und nahezu alle namhaften Sozialwissenschaftler der USA, welche über die nötigen Sprachkenntnisse verfügten, zusammenfasste, um Erkenntnisse über die stalinistische Sowjetunion zu gewinnen. Mit der Aufnahme seiner Lehrtätigkeit am Brooklyn College in New York 1952 hatte sich Ivan London jedoch aus diesem Projekt zurückgezogen und gemeinsam mit seiner Frau ein Institut für politische Psychologie aufgebaut, in dem Flüchtlingsinterviews, methodologisch gründlich untermauert, in eigener Weise geführt wurden. 1957 veröffentlichte London auch eine vergleichende Studie zu Überläufern aus der Sowjetunion und aus Ostdeutschland. London bezeichnete seine Methode als die psychologische bzw. idiographische und meinte damit ein Vorgehen, das den Befragten ermutigte, die soziale und politische Lage seines Landes als die von ihm selbst individuell erlebte Wirklichkeit zu beschreiben. Die Interviews der London’schen Methode blieben ergebnisoffen und führten in eine für beide Gesprächspartner potentiell lehrhafte und belehrende Tiefe (in-depth interviewing) statt ein vom Forscher vorab festgelegtes Ziel zu anvisieren. Die strikte Vermeidung einer deterministischen Vorgabe und die Einlassung des Forschenden auf Gespräche mit dem Befragten auf gleicher Augenhöhe garantierten, so die Überzeugung Londons, zum ersten, dass die Antworten frei von dem Versuch des Befragten blieben, einem vermeintlich oder auch tatsächlich erkannten Interesse des Fragenden hilfreich entgegenzukommen, und zum zweiten, dass die Wirklichkeitsbeschreibungen authentisch blieben, also allein das zu Tage förderten, was ein konkretes Individuum ohne jedes Hörensagen oder Spekulieren über höhere Zusammenhänge selbst erlebt, beobachtet oder bewerkstelligt hatte.
Zweites Forschungsfeld China

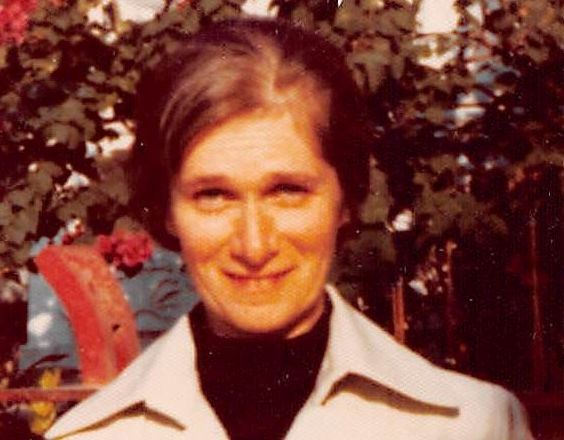
Miriam London um 1975

Mit der Unterstützung mehrerer privater Stiftungen, wie der Smith Richardson Foundation als der wichtigsten unter ihnen, wandte sich das Ehepaar London im Jahre 1963 für die kommenden zwölf Jahre dem chinesischen Flüchtlingsmilieu in Hongkong und Taiwan zu. Es galt ihnen, wie im Falle der Sowjetunion, aus einer möglichst großen Zahl von persönlichen, sozial möglichst breit gestreuten Einzelzeugnissen ein Bild von den gesellschaftlichen und nicht zuletzt auch institutionell-systemischen Verhältnissen in der Volksrepublik China zu gewinnen.
Miriam London hatte in Vorbereitung darauf das Studium der chinesischen Umgangssprache aufgenommen. Trotz der beeindruckenden Kenntnisse, die sie offenbar erwarb – sie konnte schließlich schriftliche Berichte im Umfang von 500.000 Zeichen und Belege aus chinesischen Quellen bearbeiten –, betraten die Londons das chinesische Forschungsfeld aber als Neulinge. Im Vergleich zu den Fachleuten, die China in der Wissenschaft traditionell vertraten, zu den Sinologen, waren sie ohne Zweifel Laien. Als Ivan D. London im September 1968 von seinem wissenschaftlichen Mitarbeiter in Taiwan auf einen jungen Mann aufmerksam gemacht wurde, der ihm als Person ebenso wie von seiner Geschichte her als beeindruckend erschien und faktisch damit die Entstehungsgeschichte des Buches im engeren Sinne begann, war das Forscherteam allerdings durch eine große Zahl von Interviews „mit der politischen Wildnis“ und dem „psychologischen Dunkel der Kulturrevolution“ in China bekannt geworden.

## Phasen der Verarbeitung
Ivan D. London trat mit dem jungen Mann, der später in Hinblick auf die Publikation den Namen Ken Ling annehmen sollte, zunächst schriftlich in Kontakt. Um sicherzustellen, dass dieser ein geeigneter Proband im Rahmen seiner allgemeinen Forschungsarbeit war, legte London ihm eine Liste von 100 politischen Fachausdrücken vor, die im kulturrevolutionären China im Umlauf waren und bat um deren Kommentierung. Das Ergebnis dieser Prüfung überzeugte ihn.
Sommer 1969 in Taiwan
Im Sommer 1969 nahm das Forscherehepaar während seines Aufenthaltes in Taiwan die Arbeit mit Ken Ling auf. In einer ersten Phase ging es darum, die Person des Probanden möglichst detailliert anhand von Alltäglichkeiten ebenso wie anhand von Hauptereignissen in ihrem Leben zu erfassen. Zusätzlich zu den Sitzungen, in denen der Projektleiter unter Vermittlung eines Übersetzers Fragen stellte und seine Mitarbeiterin, Miriam London, alle Antworten wortgetreu protokollierte, unternahm das Forscherteam Interviews mit anderen Flüchtlingen, um die Aussagen Ken Lings zu überprüfen. Am Ende ihres Aufenthaltes in Taiwan im Herbst des Jahres erhielt der Proband die Aufgabe, schriftlich zehn Episoden zu bearbeiten, die sich im Verlauf der Gespräche ergeben hatten. Der Befragte sollte durch ein ganz auf sich gestelltes Schreiben der Zwangsjacke entkommen, in welche ihn die mündliche Befragung unwillkürlich gepresst hatte.
Beteiligung von Li Ta-ling
Eine zweite Phase der Verarbeitung bahnte sich mit der Frage an, wie die gewonnenen Einsichten an Dritte zu vermitteln wären. Frühere Erfahrungen mit der Vermittlung von Arbeitsergebnissen die Sowjetunion betreffend waren unbefriedigend geblieben. Man verfiel auf die Idee, womöglich Miriam London selbst, die sie tatsächlich auch ausführte, eine literarische Form der Darstellung zu wählen. Die Londons nahmen deshalb zum einen als weiteren Mitarbeiter den chinesisch-stämmigen Professor Li Ta-ling mit ins Boot und boten zum zweiten dem sonntags in der New York Times  beiliegenden „New York Times Magazine“ als Leseprobe und Test auf die Akzeptanz des Stoffes in der Öffentlichkeit einen Text an, der sich später im ersten Kapitel der Buchpublikation verarbeitet wiederfand. Das positive Echo auf diese Leseprobe, die im Januar 1970 erschien, gab den Ausschlag für die Entscheidung, ein Buchprojekt in Angriff zu nehmen.
Dritte Arbeitsphase
Im Frühjahr 1970 schrieb Miriam London einen Vorentwurf für dieses Projekt und nahm das Gespräch mit dem zukünftigen Verleger in New York auf. Ihr fiel die Aufgabe zu, das Buch zu schreiben, weil sie über „das erforderliche literarische Gefühl im Englischen“ und über ein „literarisches Talent“ verfügte. Damit begann die dritte Phase, welche die längste und zugleich die arbeitsintensivste wurde. Das gesamte verfügbare Interviewmaterial wurde erneut auf den Prüfstand gestellt. Jetzt galt es, auf ein Ziel – die Buchpublikation – hinzuarbeiten, Lücken zu schließen, Widersprüchen nachzugehen, Daten zu verifizieren und Zusammenhänge aufzuzeigen, die unbeachtet geblieben waren. Erst in dieser Phase wurden die Londons beispielsweise der zarten Liebesbande zwischen Ken Ling und einer seiner Mitkämpferinnen gewahr, die mit ihrer tödlichen Verletzung im Straßenkampf den Titel des Buches in der amerikanischen, chinesischen und französischen Ausgabe bestimmen sollte. Dieser Seitenstrang der Geschichte war für die Londons interessant, weil er das individuelle Moment der ganzen Publikation zu unterstreichen vermochte.
Wu Ping-chung als Übersetzer im Sommer 1970
Den Sommer 1970 verbrachten die Londons wiederum in Taiwan und mieteten Ken Ling jetzt sogar in ihrem Hotel ein, um ihre Arbeit intensivieren und beschleunigen zu können. Auch das Schreiben gewann jetzt gegenüber dem mündlichen Interview einen größeren Raum. Ivan London engagierte mit Professor Wu Ping-chung einen der damals kenntnisreichsten Linguisten Chinas, der gemeinhin für den Präsidenten Nationalchinas zu dolmetschen pflegte und eine zentrale Rolle in der Zusammenarbeit zwischen seiner Regierung und den auf Taiwan stationierten amerikanischen Streitkräften spielte. Unter den Bedingungen der prädigitalen Kommunikation sprach Wu die Übersetzung der schriftlichen Beiträge Ken Lings auf ein Tonband und versah diese mit Anmerkungen, die ihm in sprachlicher und sachlicher Hinsicht wichtig erschienen. Alles Material wurde dann per Luftpost an Li Ta-ling nach New Haven geschickt, dem Sitz des Southern Connecticut State College, der dieses weiter bearbeitete und seinerseits per Luftpost mit den Londons kommunizierte. Für das eigentliche Schreiben des Buches standen Miriam London schließlich das Material von rund 300 Interviewstunden, freie Niederschriften Ken Lings im Umfange von ungefähr 400.000 Schriftzeichen sowie Antworten auf Nachfragen im Umfange von weiteren rund 100.000 Schriftzeichen zur Verfügung. In rund sieben Monaten brachte sie bis zum festgesetzten Abgabetermin im März 1971 das Buch zustande.

## Bedeutung
Die Bedeutung der Publikation war zuerst eine politisch zeitgebundene. Sie entstand vor dem Hintergrund der nahezu totalen Isolierung der Volksrepublik China von der Außenwelt seit Mitte der 1960er Jahre. Das Land war weder auf der internationalen diplomatischen Ebene präsent, noch duldete die Führung in Peking, von wenigen Ausnahmen abgesehen, den Aufenthalt von nicht-chinesischen Ausländern innerhalb ihres Machtbereichs. Die wenigen Ausländer, die es in der damaligen chinesischen Volksrepublik gab oder die das Land bereisen durften, waren entweder Spezialisten, die sich zu absolutem Stillschweigen über ihre Wahrnehmungen von Land und Leuten verpflichtet hatten, oder aber sogenannte Freunde Chinas, also Fürsprecher, Propagandisten und Hofberichterstatter des kommunistischen Regimes. Zu diesen gegenüber China sehr freundlichen Berichterstattern gehörte Klaus Mehnert. In seinem 1971 erschienenen Bestseller China nach dem Sturm, das auf der Grundlage einer 32-tägigen China-Reise entstand, hält er fest:
In China sind die seit dem Sieg der Revolution entstandenen sozialen Verkrustungen während der Kulturrevolution aufgebrochen worden, staatliche und gesellschaftliche Verhältnisse haben ein hohes Maß an Spontaneität gewonnen. Es gibt auf der einen Seite den charismatischen Führer Mao, auf der anderen ‚die Massen‘. Dazwischen ist alles im Fluss.
Weiter schreibt er:
Das rote Büchlein  und die Ausgewählten Werke werden auch längere, möglicherweise auf sehr lange Zeit in China kanonische Autorität behalten. […] Von manchen seiner Ideen lässt sich heute schon sagen, dass sie den Chinesen in Fleisch und Blut übergegangen sind.
An anderer Stelle heißt es:
Eines glaube ich sagen zu können: Die Lebens- und Arbeitsfreude, der Elan des ‚aus eigener Kraft‘, dem ich überall begegnete, waren nicht gestellt, nicht befohlen; gerade der kleine Mann mag es mit befriedigtem Staunen erleben, dass er ohne Beamte, Chefingenieure, Oberbuchhalter, Direktoren zu schaffen vermag.
In den USA zählten vor allem John King Fairbank (1907–1991) sowie Ross Terrill zu den verlässlichen Fürsprechern kommunistischer Herrschaft in China. Darüber gewährt Steven W. Mosher in seinem 1990 erschienenem Buch China Misperceived (Verkanntes China) einen detailreichen Überblick. In den Ländern Westeuropas ebenso wie in Amerika wurde das chinesische Festland weithin als Terra incognita empfunden. In der interessierten westlichen Öffentlichkeit dominierte jedoch nicht allein die Überzeugung, über dieses oftmals als „Reich der Mitte“ mystifizierte Land könne man im Grunde nichts wissen, sondern paradoxer Weise zugleich auch die Auffassung, dass am ehesten als glaubwürdig anzunehmen wäre, was seine kommunistische Herrschaftselite und deren Sympathisanten von ihm wissen ließen. Die Gründe für diese perzeptionelle Inkonsequenz mochten im Einzelfall von der nostalgischen Bewunderung für die alte chinesische Hochkultur bis hin zur ikonoklastischen Ereiferung für eine chinesisch-kommunistische Utopie reichen. Gleichviel wurde das gängige westliche China-Verständnis in den 1960er und 1970er Jahren allgemein vorgeprägt von dem vermeintlichen Aufbegehren der mit Mao Tse-tung vermeintlich zu sich selbst gelangten chinesischen Nation gegen den mit ihr seit 1950 verbündeten sowjetischen Hegemon. Je mehr spannungsgeladen das Verhältnis zwischen Moskau und Peking wurde, desto mehr begannen sich interessierte westliche Beobachter in Wissenschaft, Publizistik und Politik mit Mao Tse-tung emotional verbunden zu fühlen. Der chinesische Führer mochte wohl ein Gewaltherrscher sein, immerhin aber hatte er, so glaubte man, das chinesische Volk aus der Gnadenlosigkeit von Hunger und Armut befreit. So schrieb Christian Graf von Krockow im Jahr 1978:
In den 27 Jahren seit Errichtung der Volksrepublik […] hat China grundlegende Probleme gelöst, mit denen Entwicklungsländer – meist vergeblich – kämpfen: das Problem der Ernährung, das Problem der Beschäftigung, das Problem elementarer Erziehung und Bildung für alle, das Problem der medizinischen Versorgung und der Hygiene.
Tatsächlich war China just im zehnten Jahr nach der Machtübernahme der Kommunistischen Partei von der größten Hungersnot in aller Menschheitsgeschichte heimgesucht worden. Einer der besonders erfahrenen Beobachter der chinesischen Szene in Hongkong, László Ladány (1914–1990), schätzte das Ausmaß dieser die Jahre 1960 bis 1962 umfassenden Katastrophe damals auf bis zu 50 Millionen Tote aufgrund von Hunger sowie von durch Unterernährung bewirkte Krankheiten ein. Seit den 1980er Jahren wird diese Zahl von offizieller chinesischer Seite nicht mehr bestritten. Die Katastrophe ging unmittelbar, auch das wird seit den 1980er Jahren nicht mehr bestritten, aus der Politik der sogenannten „Drei Roten Banner“ Mao Tse-tungs hervor. Deren zentraler Slogan, der „Große Sprung nach vorn“ hatte, kaum dass er von der Propaganda Pekings ausgegeben worden war, als eine Metapher für die erwiesene Überlegenheit der chinesisch-kommunistischen Entwicklungspolitik die Welt erobert. Bis heute wird der „große Sprung nach vorn“ im westlichen Sprachgebrauch nicht mit dem außerordentlichen Opfer an Menschenleben und Entbehrungen assoziiert, den er China abverlangte, sondern vielmehr mit einem Wunder, das es indes auch in diesem Land unter kommunistischer Herrschaft nie gab. Die wohlmeinenden Fürsprecher Chinas aber stellten lediglich gewisse Ernährungsengpässe im Zuge der Entfaltung der „Drei Roten Banner“ fest und gaben sie als witterungsbedingte und von Naturgewalten verursachte Übergangsschwierigkeiten aus.
Die historisch notorischen Wanderbettler Chinas traten unter der Herrschaft Mao Tse-tungs nicht etwa von der Geschichtsbühne ab, sondern die kommunistische Einparteiherrschaft stellte zeitweilig für ganze Dörfer Bettlerlizenzen aus, damit diese, offiziell von der Allmacht des Herrschaftsapparates befreit, mitten im Übergang zum Kommunismus die Organisation ihres Überlebens wieder selbst übernahmen.
Die Krise der im chinesischen Volksmund „drei bittere Jahre“ (san-ku-nian) genannten Zeit blieb, weil sie alle Landesteile Chinas erfasste, einzigartig. Der Nahrungsmittelmangel war weder höheren Gewalten geschuldet noch irdischen Logistikproblemen, sondern dem Mutwillen der politischen Führung.
Doch auch nach der Überwindung der Zeit des allgemeinen Hungerns brachten Überschwemmungen und Dürren, die Jahr für Jahr irgendeine Provinz und häufig auch ganze Regionen im weiten Land zu erfassen pflegen, stets von Neuem Hunger und hungernde Wanderbettler hervor. Sie waren nach wie vor wiederkehrende Erscheinungen im chinesischen Bauernland, als Richard M. Nixon, als erster Präsident der Vereinigten Staaten von Amerika, auf Einladung der Regierung der VR China vom 21. bis zum 28. Februar 1972  Peking, Hangzhou und Shanghai besuchte und die ihn begleitenden Diplomaten, Wissenschaftler und Pressenvertreter erstmals seit 1949 Gelegenheit bekamen, einen wie auch immer begrenzten Einblick in die Verhältnisse auf dem chinesischen Festland zu gewinnen. Ihr allgemeiner Eindruck war, dass die Menschen dieses Landes zwar in sehr bescheidenen, aber wohlgeordneten und auskömmlichen Verhältnissen lebten.
Das „Tagebuch“ Ken Lings zeichnete zur selben Zeit ein radikal anderes Bild. Auf seinen Bahnfahrten nach Norden waren dem Rotgardisten bittere Armut, notdürftig in Lumpen gekleidete Bettler und offensichtlich Hungernde in großer Zahl begegnet. Je weiter die Züge nach Norden kamen desto mehr drängten sich vom Elend geplagte Menschen auf den Bahnhöfen und streckten sich den Passagieren an den Fenstern ausgemergelte Arme entgegen. Gab man nicht hinreichend acht, dann wurde einem der Bissen aus der Hand gerissen. Für Ken Ling waren das alltägliche Unannehmlichkeiten wie auch unerträglicher Schmutz und Gestank, dem man in den weiter nördlich liegenden Landesteilen begegnete. Innerhalb Chinas wusste man, dass in Provinzen wie Anhui eigentlich immer gehungert wurde. Ken Ling illustrierte seine Beobachtungen mit drastischen Details und doch so, als seien sie eine Selbstverständlichkeit.
Von den Bäumen war die Rinde abgeschält. Ab und zu lag ein Leichnam auf der Bahnstrecke; einmal sah ich ein Kinderbein. Die Bahnhöfe waren voller zerlumpter, ausgehungerter Menschen.
Die Begleiter des amerikanischen Präsidenten waren offenbar Potemkinschen Dörfern aufgesessen. Die Londons hatten hingegen ein Fenster zur chinesischen Wirklichkeit aufzustoßen. Diese Tatsache war umso bedeutsamer, als die westlichen Gesellschaften sehr wohl Kenntnis von dieser Wirklichkeit haben konnten, sie indes nicht gelten lassen wollten. Westliche Wissenschaftler, die sich von keinem Zeitgeist beirren ließen, wurden deshalb nicht selten dämonisiert und diskreditiert. Götz Aly hat als einer der Mittäter im Jahr 2007 für die deutsche Szene hierzu ein beeindruckendes Bekenntnis abgelegt. Ken Ling war Chinese, einer, der in der Volksrepublik China aufgewachsen war und mit eigenen Augen gesehen hatte, was er berichtete. Man musste ihm glauben, solange China sich nicht öffnete, um jedermann ungehindert Einblick in sein Inneres zu gewähren.
Der Vorgang der Öffnung Chinas sollte lange Jahre in Anspruch nehmen. Noch in den 1970er Jahren fanden jedoch die schockierenden Beschreibungen Ken Lings Abschnitt für Abschnitt ihre Bestätigung durch offizielle chinesisch-kommunistische Quellen. Miriam und Ivan D. London dokumentierten in den Jahren 1976 und 1979 diese Tatsache in fünf Abhandlungen, die sich intensiv mit den Phänomenen "Hunger" und "Bettlertum" im kommunistischen China beschäftigten:
- The Other China: Hunger. Part I - The Three Red Flags of Death (Das andere China: Hunger. Teil I. Die Drei Roten Banner des Todes)
- The Other China. Part II. The Case of the Missing Beggars (Teil II. Der Fall der nicht vorhandenen Bettler),[67]
- The Other China. Part III. How do we know China. Let us count the ways… (Teil III. Wie kennen wir China. Lasst uns  zählen …)[68]  sowie
- Hunger in China: The „Norm of Truth“ (Hunger in China: Die Norm Wahrheit)[69]  und
- Hunger in China: The Failure of a System ? (Hunger in China: Das Scheitern eines Systems?).[70]

Auf der Grundlage dieser Abhandlungen und zentral selbstverständlich mit ihrer Buchpublikation gelang es den Londons, mittelfristig auch einen wissenschaftlichen Diskurs anzustoßen. Sie deckten eine grundlegende Fehlentwicklung in der amerikanischen Sinologie auf, die sich vor allem mit dem Namen der renommierten Harvard University und der in akademischen Kreisen hoch angesehenen sowie politisch einflussreichen Persönlichkeit John King Fairbanks verband. Jahrzehntelang konnte Fairbank mit Hilfe außerordentlich großzügiger Geldzuwendungen eine die VR China betreffende "Konsenswissenschaft" betreiben, in dem führende Köpfe seiner Schule, über die vornehmsten Universitäten der USA verteilt, sich darüber verstanden, in bestimmten Wahrnehmungen und Aussagen miteinander übereinzustimmen und mit diesen autoritative Positionen aufzubauen. Die Arbeitsergebnisse der Londons forderten diese Positionen unerbittlich heraus und trugen erheblich dazu bei, dass die Autorität Fairbanks als der Kenner Chinas schlechthin zumindest in den USA ins Wanken geriet.
Neben der kurzfristig tagespolitischen und der mittelfristig wissenschaftspolitischen Bedeutung der von Miriam und Ivan D. London geleisteten Forschungsarbeit im Bereich der gegenwartsbezogenen China-Studien ist schließlich ein langfristig zeitloser Aspekt im Wirken dieser beiden amerikanischen Forscher zu nennen: „The Revenge of Heaven“ / „Maos kleiner General“ stellt ein Dokument der Tatsache dar, dass kein politisches System, wie sehr es sich auch nach außen verschließen mag, aus sozialwissenschaftlicher Sicht undurchdringlich ist. Mit vergleichsweise geringem Mitteleinsatz kann die Erforschung eines konspirativ informationsfeindlich organisierten Herrschaftsbereichs gelingen. Es bedarf dazu als erstes der intellektuellen Redlichkeit, als zweites aber auch einer adäquaten wissenschaftlichen Methode.

## Rezeption des Buches
Allgemeine Öffentlichkeit in den USA und in Großbritannien
Die breite amerikanische Öffentlichkeit schenkte der „Geschichte des Rotgardisten Ken Ling“ große Aufmerksamkeit. Das Buch wurde in den USA und in Großbritannien in zahlreichen – 90 Rezensionen sind bekannt – Tageszeitungen, Zeitschriften und Radiosendern besprochen, so beispielsweise im Economist (London), in der Cleveland Press, bei CBS Radio, im New Yorker, im Wall Street Journal, in der Los Angeles Times, im National Observer, in Publishers Weekly, in The China Quarterly und in der Wichita Falls Times. Überwiegend sprachen die Medien den Verfassern Anerkennung aus. Beispielsweise schrieb das amerikanische Nachrichtenmagazin Newsweek:
Ein außergewöhnliches und wichtiges Buch: ein detaillierter Bericht aus erster Hand von den blutigen Unruhen, die China in der Kulturrevolution erschütterten; und ein wirklichkeitsgetreues Bild der Rotgardistenbewegung.
Reaktion in der Wissenschaft
Negativ
Die Reaktionen aus der Wissenschaft blieben demgegenüber zunächst distanziert bis feindselig. Die in drei amerikanischen Zeitungen erschienene Rezension des der Fairbank-Schule nahestehenden renommierten China-Historikers James E. Sheridan (1922–2015), von der Northwestern University in Evanston und Chicago, erscheint dafür als beispielhaft.
Sheridan äußerte Bedenken über Bedenken und warf Fragen über Fragen auf. Irgendetwas sei „fishy“ mit diesem Buch, also verdächtig. Das Vorwort zur amerikanischen Ausgabe bezeichnete er als „rätselhaft“. Dass 300 Interviewstunden mit Ken Ling durchgeführt wurden, könne man zwar ahnen, werde aber nicht ausdrücklich gesagt. Könne man einen Text, der von zwei amerikanischen und zwei chinesischen Wissenschaftlern erstellt worden sei, als das Tagebuch eines jungen Chinesen ausgeben? Überdies hätte man etwas über die Qualifikationen der Projektentwickler („developers“) erfahren sollen. Welches waren die Leitlinien („guidelines“) und die Ziele („goals“) ihrer Befragungen. Warum hatten die Autoren verschwiegen, dass die Befragungen auf dem Boden Taiwans stattfanden? Hatte diese Tatsache womöglich die Aussagen des Probanden beeinflusst? Schließlich stellte Sheridan fest:
The Chinese youngsters in these pages appear opportunistic, selfish, dishonest, brutal. This may be, and it would certainly be important for us to know if it is. However, the author himself emerges as such an unprincipled and vicious opportunist that the reader hesitates to believe him about anything, including the character and behavior of other Red Guard.
(Die jungen Leute in diesen Seiten erscheinen als opportunistisch, selbstsüchtig, unehrlich, brutal. Dies könnte so sein, und es wäre für uns wichtig zu wissen. Aber der Autor selbst gibt sich als so prinzipienlos und bösartig, dass der Leser zögert, ihm irgendetwas zu glauben, auch im Hinblick auf den Charakter und das Verhalten anderer Rotgardisten.)
Diese Einschätzung Ken Lings wird man mit dem Rezensenten teilen können. Oftmals beschleicht den Leser in seiner Lektüre der Verdacht, der Erzähler habe den Bestialitäten, von denen er berichtet, nicht allein tatenlos zugesehen, wie er behauptet, sondern sie selbst mit begangen, wenn er sie nicht überhaupt anstiftete. Er ist kein Held seiner Geschichte, aber die Studie der Londons ist auch nicht das Protokoll eines Tribunals. Es geht darin nicht um die persönliche Integrität des Berichterstatters, sondern um die Darstellung einer sozialen Realität, wie dieser Berichterstatter sie sah. Es zählte also nicht die Identität der Täter, sondern vielmehr die Authentizität ihrer Taten. Nicht allein das wurde allerdings von Sheridan verkannt, sondern auch der größere wirtschaftliche und sozialpolitische Zusammenhang, in dem die „Kulturrevolution“ stattfand: eben jene massive, landesweit grassierende Hungersnot der „drei bitteren Jahre“ von 1960 bis 1962, über die sich die herrschende sinologische Lehre in der westlichen Welt mit Schlecht-Wetter-Berichten hinweggeredet hatte. Diese bitteren Jahre hatten vermutlich weniger prinzipienfeste Gutmenschen hervorgebracht als die denkbar rücksichtslosesten Strategien menschlichen Überlebens. Davon zeugten Ken Lings Berichte.
Als eine gezielte Böswilligkeit erscheint Sheridans Hinweis auf Taiwan. Taiwan war von 1949 an und bis weit in die 1980er Jahre hinein zuerst und vor allem der Rückzugsort der auf dem chinesischen Festland gescheiterten autoritären Einparteiherrschaft der Kuomintang, ihres Scheiterns wegen im In- und Ausland verhasst und verdächtig, alle Übel diktatorischen Waltens in sich zu vereinigen. Der Hinweis auf die Insel kam einem Totschlag-Argument gleich. Seine Heftigkeit wird daran erkennbar, dass es bis in die unmittelbare Gegenwart wirksam geblieben ist. Taiwan ist seit mehr als einem Vierteljahrhundert die einzige demokratisch verfasste Teilgesellschaft im chinesischen Raum und als einzige dem totalitären Herrschaftszugriff der Kommunistischen Partei Chinas entzogen. Die Kuomintang hat längst ihre Monopolstellung auf Taiwan verloren, wie sich jüngst auch in den Präsidentenwahlen 2020 zeigte. Gleichwohl riskierte die Weltgesundheitsorganisation zu Jahresanfang 2020 lieber, dass alles gesellschaftliche Leben auf dem Erdenrund zum Stillstand zu bringen wäre, als dass sie aus der Quelle Taiwan einen frühen Warnhinweis auf die zuerst in der südchinesischen Metropole Wuhan erfolgte Übertragung des Corona-Virus von Mensch zu Mensch ernst nahm und unverzüglich auf die Gefahr einer Pandemie reagierte.
Indes war Taiwan selbst unter der Herrschaft der Kuomintang weit mehr als nur ein unverdient übrig gebliebener, mit amerikanischer Hilfe künstlich am Leben erhaltener Rest der einstigen Republik China auf dem chinesischen Festland. Die Insel war der einzige Ort, an dem Angehörige aller westlichen Staaten die chinesische Hochsprache, die chinesische Alltagskultur in ihrer großen Vielfalt und nicht zuletzt auch die museale Kultur Chinas auf den Tag hin erlernen und studieren konnten, an dem sich die VR China sowohl der eigenen herkömmlichen Lebensweise als auch gegenüber dem Westen öffnen würde. Hier gab es nicht allein Parteipropaganda, sondern es wurde ähnlich wie in der damaligen Kronkolonie Hongkong auch ernsthafte China-Beobachtung und -Analyse betrieben. Taiwan war, was heute zwar jeder Staat anerkennt, der mit der VR China diplomatische Beziehungen unterhält, aber die wenigsten Befürworter dieser Beziehungen zu begreifen scheinen, ein Teil Chinas. Hier wusste man über Vorgänge und Praktiken im Mutterland eher und besser Bescheid als irgendwo sonst in der Welt, unter Umständen, sofern es um die südlichen Landesteile ging, eher und besser als selbst in der Pekinger Zentrale im Norden.
Sheridan wollte die Studie der Londons unverkennbar mit allen Mitteln diskreditieren, selbst mit „Taiwan“ als dem Killer - Argument.
Positiv
Eine Gegenposition zu Sheridans Rezension findet sich in den Memoiren des ebenfalls renommierten amerikanischen Chinawissenschaftlers Richard Baum (1940–2012), Professor an der University of California in Los Angeles (Kalifornien). Dieser berichtet in seinen Memoiren im Jahr 2010, seine Unentschiedenheit im Hinblick auf die Verhältnisse in China einschließlich seiner Bereitschaft, seinen Unglauben auszusetzen, sei Mitte 1972 ziemlich abrupt zu Ende gewesen, nachdem er einen detaillierten Bericht aus erster Hand über die „Kulturrevolution“ in Fukien gelesen habe, nämlich The Revenge of Heaven. Da sei von Erscheinungen die Rede gewesen, die er ganz anders kannte, wie auf Bahnhöfen um Lebensmittel bettelnden und rangelnden Menschen in zerlumpter und verdreckter Kleidung. Um jeden Zweifel auszuräumen, habe er einen sehr langen Brief an Miriam und Ivan London geschrieben, in dem er die Art und den Hintergrund seiner verbliebenen Skepsis erklärte und anfragte, ob sie oder auch der Ken Ling genannte Protagonist des Buches noch weitere Belege zur Verifizierung der vielen sensationell anmutenden Eröffnungen im Buch beibringen könnten. Baum wörtlich:
Zu meiner Überraschung antworteten sie mir mit einem noch längeren Brief – 12 Seiten maschinengeschrieben, engzeilig -, der Punkt für Punkt Antworten auf meine Fragen enthielt, zusammen mit einer eindrucksvollen Liste bibliographischer Referenzen (meistens chinesischsprachige Quellen), die ziemlich im Einzelnen viele Behauptungen Ken Lings dokumentierten. Das war eine ernsthafte und bedachte Erwiderung, und sie endete mit der Versicherung der Londons, dass trotz einer gewissen verfasserischen Überheblichkeit Ken Ling eine reale, echte Person sei. Die Londons überzeugten mich sowohl mit der Qualität ihrer Belege als auch mit dem maßvollen Tenor ihrer Antwort.
In Deutschland besprach Arnulf Baring, Professor für Politikwissenschaft, Theorie und vergleichende Geschichte der politischen Herrschaftssysteme an der Freien Universität Berlin, das Buch im Erscheinungsjahr 1974 in der Wochenzeitung Die Zeit:
Diese Lebensgeschichte eines Sechzehn-, Siebzehnjährigen ist so ungewöhnlich, daß sie vielleicht als chinesischer Grimmelshausen unserer Tage in die Weltliteratur eingehen wird, bestimmt aber als ein maoistischer Wolfgang Leonhard in die Geschichtsbücher – eine Schilderung kurzen Rausches und ernüchterten Abschieds von der Revolution. Er resümierte, dies sei der aufregendste, stärkste Text unserer Tage, den ich kenne. Wer diesen Bericht zu lesen beginnt, hat eine lange Nacht vor sich. Denn er wird ihn nicht loslassen.